# Touriga franca
La touriga franca, ou anciennement touriga francesa, est un cépage noir parmi les plus répandus au Portugal. Il fait également partie des cépages les plus couramment utilisés dans la production de vins de Porto.

## Origine
La touriga franca est un cépage autochtone du Portugal et les analyses ADN ont démontré qu'il est issu d'un croisement très probablement spontané entre la touriga nacional et le marufo (en) (ou mourisco tinto),.
Dans la littérature, il porte souvent le nom de touriga francesa ou de touriga frances. Cependant, bien que ses noms puissent y faire référence, le cépage n'a rien en commun avec la France ou avec un cépage français.

## Zones de culture
Au Portugal, la touriga franca se situe au 4e rang des cépages rouges les plus cultivés avec une superficie plantée d'environ 9 500 hectares. Il joue un rôle important dans les assemblages de vin de Porto (environ 20 %) car il s'agit du cépage le plus largement planté dans la vallée du Douro. Il est en effet considéré comme l'un des six meilleurs cépages pour la production de vin de Porto et du Douro, mais sa culture s'est étendue dans de nombreuses appellations (DOC) des régions du Trás-os-Montes, de Bairrada, du Ribatejo, du Dão, de l'Alentejo, du Minho, de la péninsule de Setúbal, du bassin du Tage ou de l'Estremadura.
Très courant dans son pays d'origine, il est très peu présent ailleurs. Seules l'Australie, l'Afrique du Sud et la Californie l'exploitent modestement pour la production de vins mutés. Il occupe au niveau mondial une superficie totale de 12 055 hectares (2010).

## Caractéristiques ampélographiques

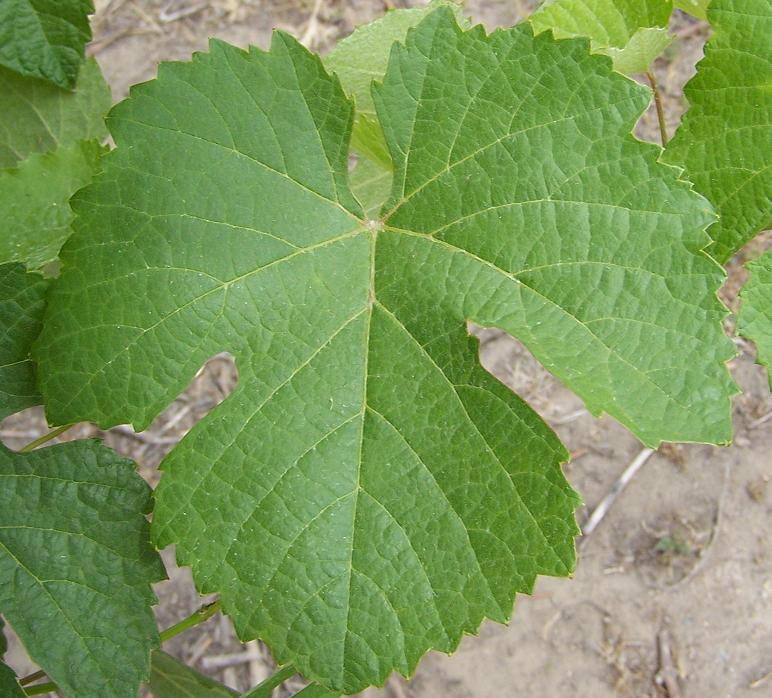
Feuille de touriga franca.

Cette variété est facilement reconnaissable à ses feuilles vert foncé ondulées, cloquées comme celles de la touriga nacional. Ses caractères morphologiques sont les suivants :
- grappes moyennes à grandes, cylindriques, quelquefois ailées, plus ou moins compactes ;
- pédoncules moyens à forts avec une partie lignifiée ;
- baies petites à moyennes, et sphériques ;
- peau épaisse et très pruinée d'une belle couleur noir bleuté ;
- pulpe molle, saveur spéciale.

## Aptitudes culturales
Les producteurs apprécient la touriga franca car elle est facile à cultiver, robuste et peut produire de bons rendements. Sa popularité repose également sur une polyvalence extrême, l'équilibre et la régularité de sa production ainsi que sur une bonne santé générale. La touriga franca est en effet un peu sujette au botrytis mais en général résistante à de nombreuses autres maladies de la vigne.
La touriga franca possède généralement une vigueur modérée et se développe dans un long cycle végétatif pour aboutir à maturité de façon normale à tardive. Elle prospère dans les sols chauds des pentes basses et relativement fertiles de la vallée du Douro, où elle est protégée des vents. La touriga franca est assez similaire à la touriga nacional, car elle a besoin de conditions difficiles pour garder toute sa vigueur lorsqu'elle est cultivée sur les pentes raides et arides de la vallée du Douro. Le fruit peut ne pas mûrir complètement les années très sèches s'il est planté dans des sols trop arides. Les rendements sont la plupart du temps moyens (environ 1,5 kg / vigne), mais moins faibles que ceux de la touriga nacional.

## Potentiel technologique
La touriga franca offre des vins riches en couleur, avec une structure ferme mais élégante. Il présente une variété d'arômes délicats mais intenses de fruits rouges frais et mûrs (mûres), de fleurs sauvages, de violettes et de rose, ainsi que des notes de ciste, d'herbes et d'épices séchées.
Grâce à la finesse et la forte concentration de ses tanins, il contribue au bon vieillissement des assemblages auxquels il participe. Dans les vins de Porto, la touriga franca est souvent associée au tinta roriz et à la touriga nacional. On trouve par ailleurs de plus en plus de vins de cépage à base de touriga franca mais il est également l'un des piliers des assemblages de plus en plus nombreux de vins tranquilles et secs du Douro et du Dão auxquels il apporte structure et équilibre.

## Synonymes
La touriga franca est aussi connue sous les noms suivants:
- Albino de Souza
- Esgana Cão
- Esgana Cão Tinto
- João Garcia
- Rifete
- Tinta Barca
- Tinta Garcia
- Tinta Malandra
- Touriga Frances
- Touriga Francesa
- Tourigo Frances

Bien que la variété soit encore principalement enregistrée sous son ancien nom « touriga francesa », il ne peut plus être utilisé (sur les étiquettes par exemple), officiellement depuis 2002, à la suite d'une plainte du lobby viticole français aboutissant à une décision de justice lui ayant donné gain de cause.